# Lijst van afleveringen van The Guardian
Dit is een lijst met afleveringen van de Amerikaanse televisieserie The Guardian (2001). De serie telt 3 seizoenen. Een overzicht van alle afleveringen is hieronder te vinden.

## Seizoen 1
| Nr. | Titel aflevering           | Uitzenddatum VS   |
| --- | -------------------------- | ----------------- |
| 1   | Pilot                      | 25 september 2001 |
| 2   | Reunion                    | 2 oktober 2001    |
| 3   | Paternity                  | 9 oktober 2001    |
| 4   | Lolita?                    | 16 oktober 2001   |
| 5   | The Men from the Boys      | 23 oktober 2001   |
| 6   | Indian Summer              | 30 oktober 2001   |
| 7   | Feeding Frenzy             | 6 november 2001   |
| 8   | Heart                      | 20 november 2001  |
| 9   | The Funnies                | 27 november 2001  |
| 10  | Loyalties                  | 11 december 2001  |
| 11  | Home                       | 18 december 2001  |
| 12  | Causality                  | 8 januari 2002    |
| 13  | Privilege                  | 22 januari 2002   |
| 14  | Family                     | 5 februari 2002   |
| 15  | In Loco Parentis           | 26 februari 2002  |
| 16  | Solidarity                 | 5 maart 2002      |
| 17  | The Divide                 | 12 maart 2002     |
| 18  | Mothers of the Disappeared | 26 maart 2002     |
| 19  | Lawyers, Guns and Money    | 9 april 2002      |
| 20  | Shelter                    | 7 mei 2002        |
| 21  | The Chinese Wall           | 14 mei 2002       |
| 22  | The Beginning              | 21 mei 2002       |

## Seizoen 2
| Nr. | Titel aflevering      | Uitzenddatum VS   |
| --- | --------------------- | ----------------- |
| 1   | Testimony             | 24 september 2002 |
| 2   | Monster               | 1 oktober 2002    |
| 3   | The Dead              | 8 oktober 2002    |
| 4   | The Next Life         | 15 oktober 2002   |
| 5   | Assuming the Position | 22 oktober 2002   |
| 6   | The Living            | 29 oktober 2002   |
| 7   | The Innocent          | 12 november 2002  |
| 8   | The Neighborhood      | 19 november 2002  |
| 9   | The Dark              | 26 november 2002  |
| 10  | Sacrifice             | 10 december 2002  |
| 11  | No Good Deed          | 17 december 2002  |
| 12  | You Belong to Me      | 7 januari 2003    |
| 13  | Ambition              | 21 januari 2003   |
| 14  | Understand Your Man   | 4 februari 2003   |
| 15  | Where You Are         | 11 februari 2003  |
| 16  | The Weight            | 18 februari 2003  |
| 17  | The Intersection      | 25 februari 2003  |
| 18  | My Aim Is True        | 18 maart 2003     |
| 19  | Back in the Ring      | 1 april 2003      |
| 20  | What It Means to You  | 22 april 2003     |
| 21  | Burton & Ernie        | 29 april 2003     |
| 22  | Sensitive Jackals     | 6 mei 2003        |
| 23  | All the Rage          | 13 mei 2003       |

## Seizoen 3
| Nr. | Titel aflevering               | Uitzenddatum VS   |
| --- | ------------------------------ | ----------------- |
| 1   | Carnival                       | 23 september 2003 |
| 2   | Big Coal                       | 30 september 2003 |
| 3   | The Line                       | 7 oktober 2003    |
| 4   | The Father-Daughter Dance      | 14 oktober 2003   |
| 5   | Shame                          | 21 oktober 2003   |
| 6   | Let's Spend the Night Together | 28 oktober 2003   |
| 7   | Hazel Park                     | 4 november 2003   |
| 8   | Believe                        | 11 november 2003  |
| 9   | Let God Sort 'Em Out           | 25 november 2003  |
| 10  | Swimming                       | 16 december 2003  |
| 11  | Legacy                         | 6 januari 2004    |
| 12  | Beautiful Blue Mystic          | 13 januari 2004   |
| 13  | Amends                         | 27 januari 2004   |
| 14  | All Is Mended                  | 10 februari 2004  |
| 15  | Without Consent                | 17 februari 2004  |
| 16  | Sparkle                        | 24 februari 2004  |
| 17  | The Watchers                   | 2 maart 2004      |
| 18  | The Bachelor Party             | 9 maart 2004      |
| 19  | Remember                       | 6 april 2004      |
| 20  | The Vote                       | 20 april 2004     |
| 21  | Blood In, Blood Out            | 27 april 2004     |
| 22  | Antarctica                     | 4 mei 2004        |